# Superman/Batman : Ennemis publics
Pour plus de détails, voir Fiche technique et Distribution.
Superman/Batman : Ennemis publics (Superman/Batman: Public Enemies) est un film d'animation américain réalisé par Sam Liu, sorti directement en vidéo en 2009, 6e film de la collection DC Universe Animated Original Movies.
Le film est une adaptation de l'arc narratif Superman/Batman : Au service du monde écrit par Jeph Loeb, dessiné par Ed McGuinness et publié par DC Comics.

## Synopsis
Lex Luthor est le nouveau président des États-Unis. Superman et Batman sont les deux seuls héros à s'opposer au bien-fondé d'une telle présidence. Alors qu'une météorite issue de Krypton fonce sur la Terre, un combat s'engage entre nos deux héros et les autres super-héros désormais aux ordres de Lex Luthor.

## Fiche technique
- Titre original : Superman/Batman: Public Enemies
- Titre français : Superman/Batman : Ennemis publics
- Réalisation : Sam Liu
- Scénario : Stan Berkowitz, d'après les comics de Jeph Loeb et Ed McGuinness, et les personnages de DC Comics
- Musique : Christopher Drake
- Direction artistique du doublage original : Andrea Romano
- Son : Robert Hargreaves, John Hegedes, Mark Keatts
- Montage : Margaret Hou
- Animation : Daegu Heh, Jin Yeoul Jang, Heechul Kang, Hyeoksoo Lee, James T. Walker
- Production : Michael Goguen et Bobbie Page
  - Production déléguée : Benjamin Melniker, Sam Register, Bruce Timm et Michael E. Uslan
  - Coproduction : Alan Burnett
- Sociétés de production : Warner Bros. Animation et DC Comics
- Société de distribution : Warner Premiere
- Pays de production :  États-Unis
- Langue originale : anglais
- Genre : animation, super-héros
- Durée : 67 minutes
- Dates de sortie :
  - États-Unis : 29 septembre 2009
  - France : 1er septembre 2010
- Classification : PG-13 (interdit -13 ans) aux États-Unis

 Sauf indication contraire, les informations mentionnées dans cette section peuvent être confirmées par la base de données cinématographiques IMDb,  présente dans la section « Liens externes ».

## Distribution

### Voix originales
- Tim Daly : Superman
- Kevin Conroy : Batman
- Clancy Brown : Lex Luthor
- Xander Berkeley : Captain Atom
- Corey Burton : Captain Marvel, Solomon Grundy
- Ricardo Chavira : Major Force
- Allison Mack : Power Girl
- CCH Pounder : Amanda Waller
- John C. McGinley : Metallo
- Alan Oppenheimer : Alfred Pennyworth
- LeVar Burton : Black Lightning
- Michael Gough : Captain Cold, Hawkman
- Brian George : Gorilla Grodd
- Jennifer Hale : Killer Frost
- Rachael MacFarlane : Lady Shiva, Nightshade, Billy Batson
- Bruce Timm : Mongul
- Jennifer Hale : Starfire
- Calvin Tran : Toyman
- Mark Jonathan Davis : Présentateur des news
- Andrea Romano : Giganta, L'ordinateur
- Jonathan Adams : Le général

### Voix françaises
- Emmanuel Jacomy : Superman
- Adrien Antoine : Batman
- Marc Alfos : Lex Luthor
- Jean-Claude Donda : Captain Atom, Captain Cold, Présentateur des news
- Paolo Domingo : Captain Marvel, Black Lightning, Toyman, Billy Batson
- Marc Perez : Major Force, L'ordinateur
- Olivia Luccioni : Power Girl, Lady Shiva, Nightshade
- Dorothée Jemma : Amanda Waller, Killer Frost, Starfire, Giganta, Katana
- Thierry Murzeau : Metallo, Gorilla Grodd, Hawkman, Solomon Grundy, Le général
- Jacques Ciron : Alfred Pennyworth

Société de doublage VF : Dubbing Brothers, adaptation VF : Isabelle Neyret, direction artistique VF : Céline Krief
 Source : voix originales et françaises sur Latourdesheros.com.